# Spring Lake Park
Spring Lake Park és una població dels Estats Units a l'estat de Minnesota. Segons el cens del 2000 tenia 6.772 habitants.

## Demografia
Segons el cens del 2000, Spring Lake Park tenia 6.772 habitants, 2.724 habitatges, i 1.830 famílies. La densitat de població era de 1.313,9 habitants per km².
Dels 2.724 habitatges en un 28,5% hi vivien nens de menys de 18 anys, en un 51% hi vivien parelles casades, en un 11,7% dones solteres, i en un 32,8% no eren unitats familiars. En el 25,8% dels habitatges hi vivien persones soles l'11,2% de les quals corresponia a persones de 65 anys o més que vivien soles. El nombre mitjà de persones vivint en cada habitatge era de 2,48 i el nombre mitjà de persones que vivien en cada família era de 2,97.
Per edats la població es repartia de la següent manera: un 22,6% tenia menys de 18 anys, un 9,4% entre 18 i 24, un 29,5% entre 25 i 44, un 26,3% de 45 a 60 i un 12,2% 65 anys o més.
L'edat mediana era de 38 anys. Per cada 100 dones de 18 o més anys hi havia 91,2 homes.
La renda mediana per habitatge era de 46.646 $ i la renda mediana per família de 56.922 $. Els homes tenien una renda mediana de 39.026 $ mentre que les dones 28.677 $. La renda per capita de la població era de 21.932 $. Entorn del 2,7% de les famílies i el 5,1% de la població estaven per davall del llindar de pobresa.

## Poblacions més properes
El següent diagrama mostra les poblacions més properes.